# Eisenstädter Straße
Die Eisenstädter Straße (B 59) ist eine Landesstraße in Österreich. Sie führt auf einer Länge von 5,2 km von der Südost Autobahn (A 3) nach Eisenstadt, der Hauptstadt der Burgenlandes.

## Geschichte
Die Straße zwischen Eisenstadt und Müllendorf wurde 1923 als Teil der Eisenstädter-Preßburger Straße in das österreichische Bundesstraßennetz aufgenommen. Nach dem Anschluss Österreichs wurde diese Straße im Zuge der Vereinheitlichung des Straßensystems am 1. April 1940 in eine Landstraße I. Ordnung umgewandelt und als Teil der L.I.O. 70 bezeichnet. Seit dem 1. April 1948 gehörte die Eisenstädter Straße wieder zum Netz der Bundesstraßen in Österreich. Die Eisenstädter Straße der Nachkriegszeit begann in Kittsee an der tschechoslowakischen Grenze und führte von Müllendorf weiter durch das gesamte Burgenland bis Jennersdorf. Die neue, verkürzte Eisenstädter Straße wurde am 1. Jänner 1972 eingerichtet.